# Pycnadenoides calami
Pycnadenoides calami är en plattmaskart. Pycnadenoides calami ingår i släktet Pycnadenoides och familjen Fellodistomatidae. Inga underarter finns listade i Catalogue of Life.